# والتر جي. ليتل
والتر جي. ليتل هو جندي وسياسي أمريكي، (و. 1894 – 1960 م).